# 邁克爾·蘇利克
邁克爾·蘇利克（英語：Michael J. Sulick，1948年—），是一名美國情報官員，於2007年至2010年擔任國家秘密行動處處長。
他在布朗克斯長大，並在福坦莫大學學習俄語和文學，後來獲得博士學位，來自紐約市立大學。此外，他曾在越戰期間擔任海軍陸戰隊員。
蘇利克於1980年加入中央情報局，在他的職業生涯中一直在海外駐紮，包括東歐、亞洲、拉丁美洲、波蘭和俄羅斯。他於1994年至1996年擔任莫斯科站站長，並於1999年至2002年擔任中歐亞分部站長。在2004年，他在中央情報總監波特·戈斯手下短暫擔任秘密部門副局長。然而，在2004年11月的中央情報局管理層變動和領導動盪期間，他與中央情報局分道揚鑣。
2007年9月14日，蘇利克重新加入中央情報局，接替荷西·羅德里奎擔任秘密部門負責人。他於2010年7月正式退休。